# A Year Without Rain
A Year Without Rain es el segundo álbum de estudio de la banda estadounidense Selena Gomez & the Scene, lanzado originalmente el 17 de septiembre de 2010 por la discográfica Hollywood Records. La vocalista del grupo, Selena Gomez, indicó que las canciones del disco fueron inspiradas en los admiradores de la agrupación. Además, declaró que compartía el nombre de la canción homónima, ya que había sido la primera en ser grabada para este, y porque quería basar todas las pistas en el tema mencionado.
Incluye géneros como el dance pop y el electropop e influencias del eurodance y el dancehall. Por otro lado, la mayoría de sus canciones tratan sobre el amor, la libertad y la alegría de vivir el momento.
El álbum en general recibió críticas positivas por parte de los críticos musicales, que señalaban una mejoría en comparación del disco anterior de la agrupación. También tuvo una buena recepción comercial a nivel mundial. Debutó en la cuarta posición del conteo estadounidense Billboard 200, con más de 66 000 copias vendidas en su primera semana. Además, logró alcanzar el top 10 en las listas de Argentina, Canadá, República Checa, España y Portugal. De acuerdo al sistema de información Nielsen SoundScan, A Year Without a Rain había vendido alrededor de 815 000 copias en los Estados Unidos hasta mayo de 2017. Asimismo, la Recording Industry Association of America (RIAA) lo certificó con un disco de oro y Związek Producentów Audio Video (ZPAV) con uno de platino, tras haber vendido más de 500 000 y 10 000 ejemplares en los países, respectivamente.
Como parte de su promoción han sido lanzados dos sencillos comerciales y dos promocionales, los cuales obtuvieron una recepción moderada. El primero de ellos, «Round & Round», fue lanzado el 19 de junio de 2010 y debutó en la posición veinticuatro del conteo Billboard Hot 100 de los Estados Unidos. El segundo, «A Year Without Rain», lanzado el 14 de septiembre de 2010, debutó y alcanzó la posición treinta y cinco del Billboard Hot 100. Ambos obtuvieron una buena recepción crítica por parte de los especialistas. Además, «Live Like There's No Tomorrow» (lanzado para promocionar la película Ramona and Beezus de 2010), y «Un año sin lluvia» (la versión en español de «A Year Without Rain») fueron lanzados como sencillos promocionales, el 13 de julio y el 26 de octubre, respectivamente.

## Antecedentes
En una entrevista con el sitio web Digital Spy, la vocalista del grupo reveló que en lugar de publicar un nuevo sencillo para Kiss & Tell (2009), comenzarían a trabajar en su segundo álbum de estudio. Posteriormente, habló con MTV News acerca de los productores del disco y expresó su interés por trabajar con Antonina Armato, Tim James y Dr. Luke. Además añadió que quería estar segura de que ella y sus admiradores se identificaran con el disco.

«Estoy trabajando en ello en este momento y espero que podamos sacarlo [al álbum] este año. Estoy disfrutando mucho de mi música y me siento mucho más cómoda con ella ahora, así que estoy muy emocionada de que la gente escuche las cosas en las que estoy trabajando. Estoy tratando de hacer mi segundo disco durante el rodaje de mi película, así que no sé si voy a tener tiempo para estar en el estudio tanto como yo quiero. Finalmente, me gustaría estar en un lugar donde solo mi banda y yo escribamos juntos, porque eso es lo que realmente me gusta, pero por el momento estoy interpretando canciones divertidas con algunos escritores talentosos. ¿Por qué no disfrutar de la gente que realmente sabe lo que hace, al contrario que yo?».
Selena Gomez, en una entrevista con Digital Spy.

Además, declaró que compartía el nombre de la canción homónima, ya que había sido la primera en ser grabada para este, y porque quería basar todas las pistas en el tema mencionado. En julio de 2010, Gomez alegó que la cantante Katy Perry compuso uno de los temas del disco («Rock God»), y que su voz estaba presente en los estribillos de este. El 17 de agosto del mismo año, mostró la lista de canciones del disco a través de su cuenta de Facebook. Finalmente, el 17 de septiembre de 2010 Hollywood Records lanzó a A Year Without Rain en dos ediciones: una versión estándar, la cual contenía diez canciones y una versión de lujo que incluía una canción extra y dos remezclas adicionales.

## Composición

### Letras y sonidos

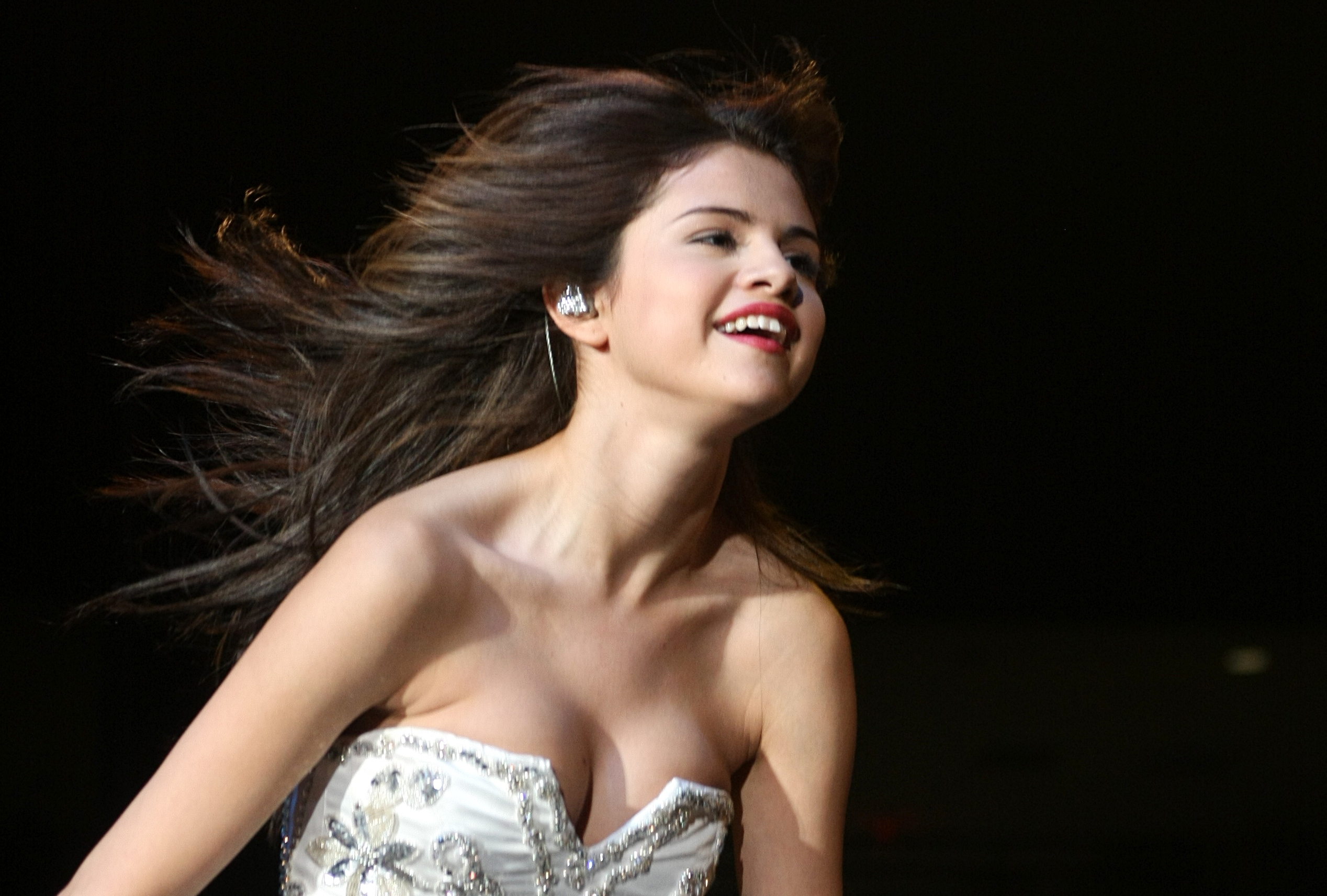
Selena Gomez interpretando la primera canción del álbum, «Round & Round», en su segunda gira mundial A Year Without Rain Tour.

A diferencia del anterior álbum de la banda, Kiss & Tell, el cual fue compuesto mayormente por géneros como el pop punk y dance, A Year Without Rain se define más en los géneros dance pop y electropop, mientras que presenta influencias menores al eurodance y el dancehall. La vocalista del grupo también declaró que el disco tenía un estilo más maduro y aseguró que su mayor influencia había sido la cantante Britney Spears.
La mayoría de las canciones del álbum trataban sobre el amor, la libertad y la alegría de vivir el momento. La vocalista de la agrupación comentó que la mayoría de los temas del álbum fueron inspirados en los admiradores de la banda y declaró:

«Quería asegurarme de que las personas quienes las hicieron se sintieran bien, pero también dediqué un par de canciones a mis admiradores, porque hay momentos en el escenario que me gustaría poder dar a ellos, porque significan mucho para mí. Así que canciones como "Intuition" y "Spotlight" son específicamente para mis fans y una manera de decir es que, puedo llegar a vivir una vida [con fama] tan grande, pero ustedes se merecen toda la atención tanto como yo».

### Canciones
El álbum iniciaba con «Round & Round», una pista dance pop influenciada por los géneros disco y electropop, con un ambiente dance y rock en algunos versos. Kevin Rudolf, Andrew Bolooki, Jeff Halavacs, Jacob Kasher Hindlin y Fefe Dobson la compusieron. Su letra habla acerca de «una relación que gira en círculos», haciendo referencia a que no se sabe el destino de la misma. El segundo tema, «A Year Without Rain», es una balada dance compuesta por Toby Gad y Lindy Robbins y producida por el primero de estos. Su letra habla básicamente de Selena anhelando a alguien y diciendo que estar sin esa persona es «como un año sin lluvia». La tercera canción es «Rock God», escrita por Katy Perry, Printz Board y Victoria Jane Horn y producida por Rock Mafia, es acerca de caer ante un chico que es «un dios del rock». Tim James, Antonina Armato y Devrim Karaoglu compusieron la cuarta pista «Off the Chain», mientras que Rock Mafia la produjo, que habla de «lo increíble que es el amor». El quinto tema, «Summer's Not Hot», es una canción escrita por Tim James, Antonina Armato y RedOne y producida por Rock Mafia con RedOne, la cual tiene un estribillo eurodance.
La sexta canción es «Intuition», escrita por Toby Gad, Eric Bellinger y Lindy Robbins y producida por Toby Gad, que trata sobre «lo fastidioso de tener malos días» y cuenta con la colaboración del cantante Eric Bellinger. El séptimo tema es «Spotlight», escrito por Peer Åström, Shelly Peiken, Adam Anders y Nikki Hassman y producido por Peer Astrom y Anders Bagge, habla de «ganar la batalla ante la decepción de verse en el espejo». La octava pista es «Ghost of You», una balada emocional y repetitiva escrita por Shelly Peiken, Jonas Jeberg y Rasmus Seebach y producida por Jonas Jeberg. La novena canción de A Year Without Rain es «Sick of You», una pista dance pop escrita por Matt Squire y Lucas Banker y producida por el primero. Matt Bronleewe, Nicky Chinn, Andrew Fromm y Meghan Kabir compusieron el último tema, «Live Like There's No Tomorrow», mientras que SuperSpy la produjo. Líricamente, habla de «vivir tu vida al máximo».

## Recepción

### Comentarios de la crítica
A Year Without Rain tuvo una recepción favorable, ya que recibió comentarios positivos de los críticos de la música contemporánea. Mikael Wood de la revista Billboard, presentó una reseña positiva del disco, donde comentó que era mejor que el «olvidable» álbum debut de la banda. Tim Sendra del sitio web Allmusic lo calificó con tres estrellas y media de cinco y argumentó que «este álbum es una mezcla de un teen pop que no es común, con estribillos pegadizos, una excelente producción y la dulce pero poderosa voz de Selena, quien ha demostrado ser popular entre los críticos y el público». Además agregó que «mientras que Kiss [& Tell] era alegre y divertido, [A] Year [Without Rain] es más serio; tanto lírica como musicalmente». Kim Gillespie del periódico Wairarapa Times-Age comentó que el álbum «está repleto de synth pop bailable, probablemente más apropiado para una audiencia algo más madura que los adolescentes a los que se dirige su programa de televisión, y sin tanto filo rock como el de sus coestrellas de Disney, Miley Cyrus y Demi Lovato». Bill Lamb del sitio web About.com le dio cuatro estrellas y destacó a las pistas «A Year Without Rain», «Rock God», «Spotlight» y «Live Like There's No Tomorrow» como las mejores de este, además declaró:

«Es evidente que Selena Gomez & the Scene han evolucionado musicalmente en el corto año que ha transcurrido desde su primer álbum Kiss & Tell. Esa primera versión estaba llena de desparpajo, algo de ingenuidad y una actitud pop rock [...] Si ha criticado a Selena Gomez como una simple princesa pop de Disney, ya es hora de escuchar más su música y es probable que cambie de opinión. Si bien no es muy profundo, A Year Without Rain es un álbum sólido, con pop agradable».

La revista Portrait Magazine también dio una crítica positiva, donde lo llamó «un gran álbum» y declaró que «aunque Selena parece decidida a aferrarse al estilo dance pop, con un poco de techno, puestas aquí y allá en buena medida, al igual que lo hizo en su primer álbum, las pistas que han llegado hasta aquí son una clara mejora con respecto a su anterior disco. Está tratando de hacer cosas nuevas y experimentar un poco con su sonido. Me sentí capaz de escuchar este álbum hasta el final sin obtener una migraña, cosa que no podía hacer con el disco anterior». Por otro lado, Allison Stewart de The Washington Post dio una crítica variada, donde comentó que «aún en los peores momentos de A Year Without Rain», el disco supera a Kiss & Tell. De manera similar, David Welsh de musicOMH afirmó que el álbum no es un «forraje desechable con tal vez una o dos canciones que merecen una pizca de airplay» y añadió que es «astuto» y que tiene una «dulzura empalagosa». No obstante, sintió que Gomez no fue capaz de hacer una «oferta [con] pop sólido».

### Recepción comercial

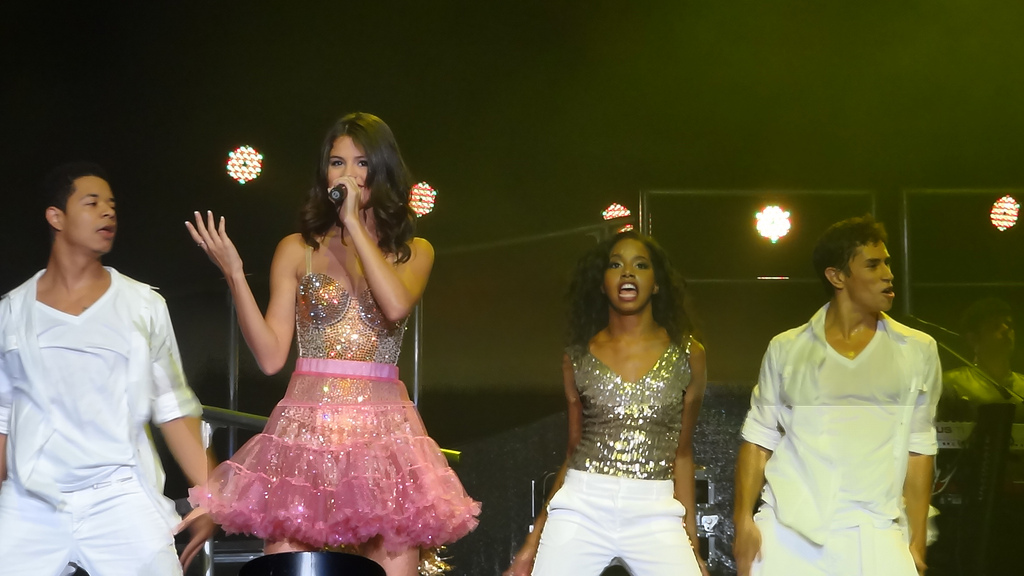
Gomez interpretando «Summer's Not Hot» en su gira We Own the Night Tour (2011).

A Year Without Rain obtuvo una buena recepción comercial a nivel mundial. En América del Norte, cosechó un gran éxito. Debutó en la cuarta posición del conteo Billboard 200 de los Estados Unidos, donde vendió 66 000 copias en dicha semana. A finales del 2010 se colocó en la posición ciento cuarenta y cuatro de su lista anual, mientras que en el 2011 fue ubicado en la posición sesenta y siete. El 19 de enero de 2011, la Recording Industry Association of America (RIAA) lo certificó con un disco de oro, con más de 500 000 copias vendidas en los Estados Unidos. Para mayo de 2017, había vendido 815 000 copias en el territorio. En Canadá, ingresó en la posición seis en el Canadian Albums Chart. Cabe señalar que con dicha posición, la banda superó a Kiss & Tell, el cual había alcanzado la posición veintidós en esa lista. El 15 de agosto de 2011, la Canadian Recording Industry Association (CRIA) lo condecoró con un disco de oro por más de 40 000 copias vendidas. En el Mexican Albums Chart entró en el puesto diecisiete, y dos semanas más tarde alcanzó su máxima posición en el número dieciséis. Además, en el Argentina Albums Charts, alcanzó el tercer puesto en la semana del 20 de febrero de 2011, la mejor posición del lanzamiento. En dicha nación y en Brasil, el disco fue certificado disco de oro, tras vender más de 20 000 copias legales en ambos países, certificadas por la Cámara Argentina de Productores de Fonogramas y Videogramas (CAPIF) y la Associação Brasileira dos Produtores de Discos (ABPD).
En Europa, el álbum tuvo una gran recepción. En España debutó en la posición seis del conteo Spanish Albums Chart la semana del 26 de septiembre de 2010, donde el disco pasó un total de cuarenta y dos semanas en la lista. En Portugal y en República Checa, el disco llegó al noveno puesto, donde en ambos conteos, es el primer disco de la banda en ingresar a las listas de ambos países. En el Reino Unido, debutó en la posición catorce de la lista UK Albums Chart, donde permaneció un total de ocho semanas dentro. En Francia, ingresó al número veintiséis, donde estuvo catorce semanas en la lista. En Polonia, alcanzó la posición once, país en donde fue certificado con un disco platino por la Związek Producentów Audio Video (ZPAV) en 2011. Pasó once semanas en su lista musical y alcanzó la posición diecinueve en Austria, mientras que en Grecia, debutó en la posición cuarenta y uno, donde subió hasta el puesto número diez la siguiente semana.
Por otro lado en Oceanía, A Year Without Rain obtuvo una recepción moderada desde su lanzamiento. En Australia, debutó en la posición cuarenta y seis, aunque salió la siguiente semana, donde en el conteo fue el primer álbum de la agrupación en ingresar al conteo de dicho país, mientras que en Nueva Zelanda, entró en el puesto veinticinco la semana del 4 de octubre de 2010 y subió al número veinticuatro la siguiente semana.

## Promoción

### Interpretaciones en directo

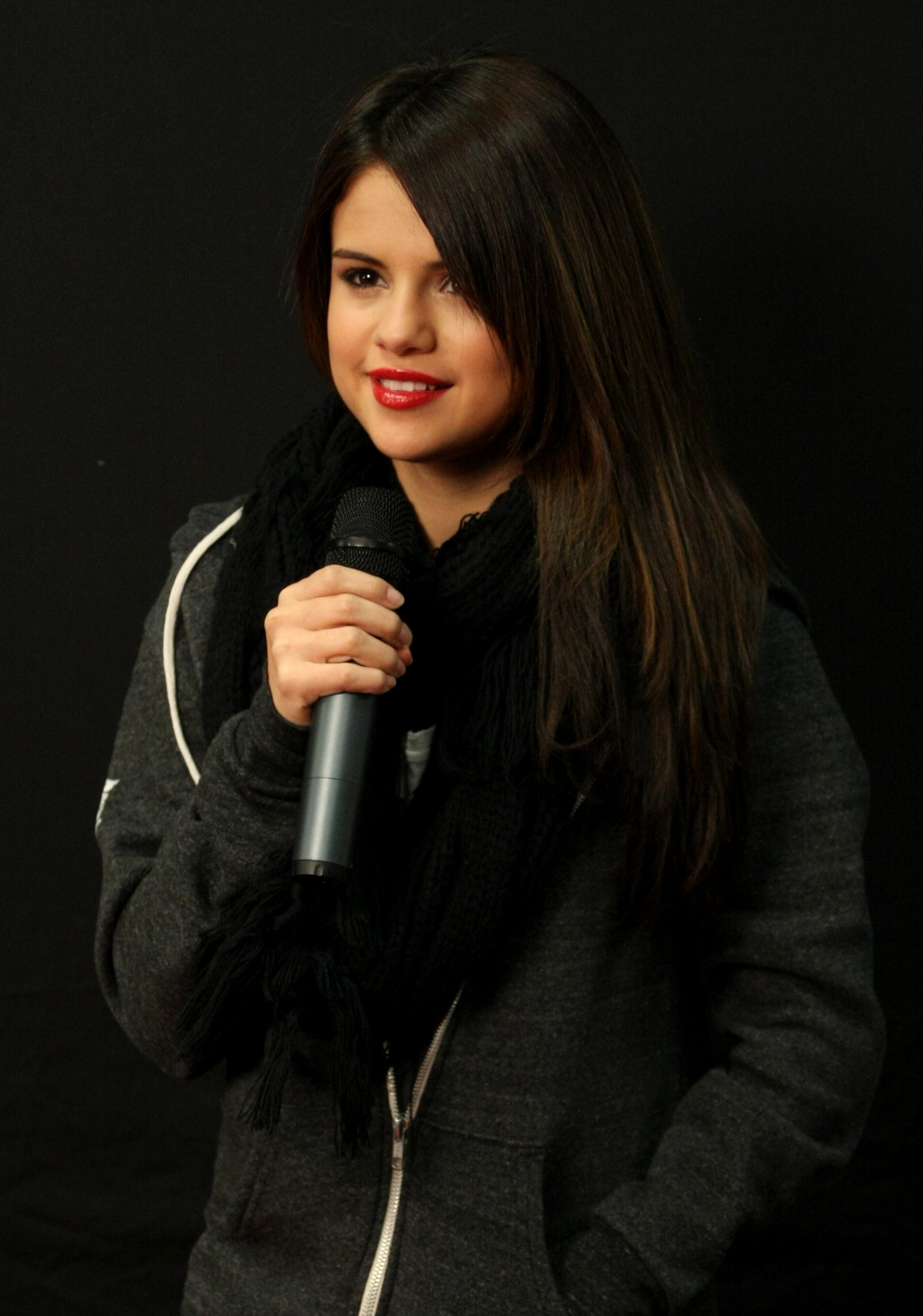
Para promocionar el álbum, la banda realizó una pequeña serie de conciertos llamada KIIS-FM Jingle Ball. En la foto, Gomez cantando durante la gira en diciembre de 2010.

A Year Without Rain fue promocionado con una serie de presentaciones en vivo transmitidas por televisión y con una gira. La agrupación interpretó «Round & Round» por primera vez en el programa America's Got Talent el 14 de julio de 2010. El 22 de septiembre del mismo año, tocaron «A Year Without Rain» en The Ellen DeGeneres Show, y al día siguiente, en Good Morning America donde presentaron «Round & Round» y «A Year Without Rain».
Mientras promocionaban el disco en el Reino Unido, interpretaron el primer tema en el programa Blue Peter. La banda la volvió a tocar en MTV's The Seven el 1 de octubre de 2010.
Luego, el grupo interpretó una versión en inglés y español de «A Year Without Rain» en Lopez Tonight, el 16 de noviembre de 2010.
El 5 de enero de 2011, la banda cantó «A Year Without Rain» en los premios People's Choice antes de recibir su premio al mejor artista nuevo. En esa ocasión, la vocalista usaba un vestido largo de color gris, blanco y verde oscuro, mientras que el resto de los miembros de la banda usaban trajes negros.
Por otro lado, el grupo inició su segunda gira titulada A Year Without Rain Tour, previo de hacer con Bruno Mars, Katy Perry y Enrique Iglesias una serie de conciertos llamada KIIS-FM Jingle Ball. La gira inició en Londres (Inglaterra) el 20 de octubre de 2010, y también abarcó a países como los Estados Unidos, Chile y Argentina.

### Sencillos
El primer sencillo del álbum es «Round & Round» lanzado el 19 de junio de 2010. Recibió reseñas generalmente positivas por parte de los críticos y una moderada recepción comercial, ya que debutó en la posición veinticuatro del conteo Billboard Hot 100 de los Estados Unidos. Además, logró alcanzar la segunda posición en la lista Dance/Club Play Songs y el número treinta y cuatro en el conteo Pop Songs. Por otro lado, recibió una recepción moderada en Europa. En el Reino Unido, alcanzó la posición cuarenta y siete en el conteo UK Singles Chart, mientras que en Austria alcanzó el puesto sesenta y dos. El vídeo musical lo grabaron en Budapest (Hungría), donde los integrantes interpretan a unos espías secretos.
El segundo sencillo, «A Year Without Rain», lanzado el 14 de septiembre de 2010, debutó y alcanzó en la posición treinta y cinco de la lista Billboard Hot 100. A pesar de no ser un éxito en las radios, logró ser un éxito en las discotecas estadounidenses, ya que alcanzó la primera posición de la lista Dance/Club Play Songs de Billboard. En Canadá, ingresó en la posición número treinta y siete del conteo Canadian Hot 100, para después alcanzar el puesto número treinta. Chris Dooley dirigió y filmó el videoclip en el Lucerne Valley (California). Su estreno mundial se llevó a cabo el 3 de septiembre de 2010 a través del canal Disney Channel, que lo emitió tras el estreno de la película Camp Rock 2: The Final Jam y un adelanto de la serie Fish Hooks. La trama cuenta con Gomez caminando en el desierto, rodeada por una multitud de fotografías de ella y su interés amoroso, antes de reunirse durante la tormenta.
Del álbum se publicaron dos sencillos promocionales, lanzados en iTunes Store.
«Live Like There's No Tomorrow» es el primer sencillo promocional del álbum. La discográfica lo publicó el 13 de julio de 2010 en iTunes, para promocionar la película Ramona and Beezus (2010).
«Un año sin lluvia», la versión en español de «A Year Without Rain», fue lanzada el 26 de octubre de 2010 como el segundo sencillo promocional del disco.

## Lista de canciones
- Edición estándar

| A Year Without Rain |                                  |                                                                         |                                              |          |  |
| N.º                 | Título                           | Escritor(es)                                                            | Productor(es)                                | Duración |  |
| 1.                  | «Round & Round»                  | Kevin Rudolf, Jacob Kasher, Fefe Dobson, Jeff Halavacs y Andrew Bolooki | Kevin Rudolf, Andrew Bolooki y Jeff Halavacs | 3:06     |  |
| 2.                  | «A Year Without Rain»            | Toby Gad y Lindy Robbins                                                | Toby Gad                                     | 3:54     |  |
| 3.                  | «Rock God»                       | Katy Perry, Printz Board y Victoria Horn                                | Rock Mafia                                   | 3:09     |  |
| 4.                  | «Off the Chain»                  | Antonina Armato, Tim James y Devrim Karaoglu                            | Rock Mafia                                   | 4:04     |  |
| 5.                  | «Summer's Not Hot»               | RedOne, Antonina Armato y Tim James                                     | Rock Mafia                                   | 3:06     |  |
| 6.                  | «Intuition» (con Eric Bellinger) | Toby Gad, Lindy Robbins y Eric Bellinger                                | Toby Gad                                     | 2:59     |  |
| 7.                  | «Spotlight»                      | Shelly Peiken, Nikki Hassman, Peer Åström y Adam Anders                 | Adam Anders y Peer Åström                    | 3:31     |  |
| 8.                  | «Ghost of You»                   | Jonas Jeberg, Shelly Peiken y Rasmus Seebach                            | Jonas Jeberg                                 | 3:23     |  |
| 9.                  | «Sick of You»                    | Matt Squire, Lucas Banker                                               | Matt Squire                                  | 3:24     |  |
| 10.                 | «Live Like There's No Tomorrow»  | Matt Bronleewe, Nicky Chinn, Andrew Fromm y Meghan Kabir                | Superspy                                     | 4:08     |  |
| 34:44               |                                  |                                                                         |                                              |          |  |

| Pista adicional fuera de Estados Unidos |             |                                              |               |          |  |
| N.º                                     | Título      | Escritor(es)                                 | Productor(es) | Duración |  |
| 3.                                      | «Naturally» | Antonina Armato, Tim James y Devrim Karaoglu | Rock Mafia    | 3:22     |  |
| 38:06                                   |             |                                              |               |          |  |

| Versión exclusiva de Asda (Reino Unido) |                                                  |          |  |
| N.º                                     | Título                                           | Duración |  |
| 12.                                     | «Round & Round» (Razor & Guido Club Vocal Mix)   | 3:48     |  |
| 13.                                     | «Making of the album Kiss & Tell» (pista CD ROM) | 15:00    |  |
| 14.                                     | «Video message from Selena Gomez» (pista CD ROM) | 0:15     |  |

| Pistas adicionales en edición de lujo |                                                                   |                                                                         |          |  |
| N.º                                   | Título                                                            | Escritor(es)                                                            | Duración |  |
| 11.                                   | «Round & Round» (Dave Audé Radio Remix)                           | Kevin Rudolf, Jacob Kasher, Fefe Dobson, Jeff Halavacs y Andrew Bolooki | 3:33     |  |
| 12.                                   | «A Year Without Rain» (EK's Future Classic Remix – Radio Edit)    | Toby Gad y Lindy Robbins                                                | 4:05     |  |
| 13.                                   | «Un año sin lluvia» (versión en español de «A Year Without Rain») | Edgar Cortazar, Mark Portmann, Toby Gad y Lindy Robbins                 | 3:30     |  |
| 45:52                                 |                                                                   |                                                                         |          |  |

| Vídeos adicionales en iTunes |                                       |          |  |
| N.º                          | Título                                | Duración |  |
| 14.                          | «Round & Round» (vídeo musical)       | 3:26     |  |
| 15.                          | «A Year Without Rain» (vídeo musical) | 3:29     |  |

| DVD incluido en edición de lujo |                                                         |          |  |
| N.º                             | Título                                                  | Duración |  |
| 1.                              | «Girl Meets World» (edición extendida)                  | 36:50    |  |
| 2.                              | «Girl on Film»                                          | 4:23     |  |
| 3.                              | «A Year Without Rain» (Video Shoot - Behind the Scenes) | 5:20     |  |
| 4.                              | «Round & Round» (vídeo musical)                         | 3:26     |  |
| 5.                              | «Naturally» (vídeo musical)                             | 3:13     |  |
| 53:12                           |                                                         |          |  |

## Posicionamiento en listas

### Semanales
| País              | Lista                       | Mejor posición |
| 2010–11           | 2010–11                     | 2010–11        |
| ----------------- | --------------------------- | -------------- |
| Alemania          | German Albums Chart         | 22             |
| Argentina         | Argentina Albums Chart      | 3              |
| Australia         | Australian Albums Chart     | 46             |
| Austria           | Austrian Albums Chart       | 19             |
| Bélgica (Flandes) | Belgian Albums Chart        | 1              |
| Bélgica (Valonia) | Belgian Albums Chart        | 21             |
| Canadá            | Canadian Albums Chart       | 6              |
| República Checa   | Czech Republic Albums Chart | 9              |
| España            | Spanish Albums Chart        | 6              |
| Estados Unidos    | Billboard 200               | 4              |
| Francia           | French Albums Chart         | 26             |
| Grecia            | Greek Albums Chart          | 10             |
| Hungría           | Hungarian Albums Chart      | 23             |
| Irlanda           | Irish Albums Chart          | 40             |
| México            | Mexican Albums Chart        | 16             |
| Nueva Zelanda     | New Zealand Albums Chart    | 24             |
| Países Bajos      | Netherlands Albums Chart    | 51             |
| Polonia           | Polish Albums Chart         | 11             |
| Portugal          | Portuguese Albums Chart     | 9              |
| Reino Unido       | UK Album Chart              | 14             |
| Suiza             | Swiss Albums Chart          | 37             |

### Certificaciones
| País           | Organismo certificador | Certificación | Ventas certificadas | Simbolización | Ref.   |
| -------------- | ---------------------- | ------------- | ------------------- | ------------- | ------ |
| Argentina      | CAPIF                  | Oro           | 20 000              | ●             | [ 43 ] |
| Chile          | IFPI                   | Oro           | 7 500               | ●             | [ 81 ] |
| Brasil         | ABPD                   | Oro           | 20 000              | ●             | [ 44 ] |
| Canadá         | CRIA                   | Oro           | 40 000              | ●             | [ 41 ] |
| Estados Unidos | RIAA                   | Oro           | 815 000             | ●             | [ 14 ] |
| Polonia        | ZPAV                   | Platino       | 10 000              | ▲             | [ 15 ] |
| Reino Unido    | BPI                    | Plata         | 60 000              | ♦             | [ 82 ] |

### Anuales
| País           | Lista         | Posición |
| 2010           | 2010          | 2010     |
| -------------- | ------------- | -------- |
| Estados Unidos | Billboard 200 | 144      |
| 2011           |               |          |
| Estados Unidos | Billboard 200 | 67       |

## Historial de lanzamientos
- Edición estándar

| País           | Fecha                    | Formato               | Ref.    |
| -------------- | ------------------------ | --------------------- | ------- |
| Alemania       | 17 de septiembre de 2010 | CD y descarga digital | [ 1 ]   |
| Argentina      | 17 de septiembre de 2010 | CD y descarga digital | [ 83 ]  |
| Australia      | 17 de septiembre de 2010 | CD y descarga digital | [ 84 ]  |
| Bélgica        | 17 de septiembre de 2010 | CD y descarga digital | [ 85 ]  |
| Dinamarca      | 17 de septiembre de 2010 | CD y descarga digital | [ 86 ]  |
| España         | 17 de septiembre de 2010 | CD y descarga digital | [ 87 ]  |
| Finlandia      | 17 de septiembre de 2010 | CD y descarga digital | [ 88 ]  |
| Francia        | 17 de septiembre de 2010 | CD y descarga digital | [ 89 ]  |
| Irlanda        | 17 de septiembre de 2010 | CD y descarga digital | [ 90 ]  |
| Italia         | 17 de septiembre de 2010 | CD y descarga digital | [ 91 ]  |
| Noruega        | 17 de septiembre de 2010 | CD y descarga digital | [ 92 ]  |
| Nueva Zelanda  | 17 de septiembre de 2010 | CD y descarga digital | [ 93 ]  |
| Países Bajos   | 17 de septiembre de 2010 | CD y descarga digital | [ 94 ]  |
| Portugal       | 17 de septiembre de 2010 | CD y descarga digital | [ 95 ]  |
| Reino Unido    | 17 de septiembre de 2010 | CD y descarga digital | [ 96 ]  |
| Suecia         | 17 de septiembre de 2010 | CD y descarga digital | [ 97 ]  |
| Suiza          | 17 de septiembre de 2010 | CD y descarga digital | [ 98 ]  |
| Canadá         | 21 de septiembre de 2010 | CD y descarga digital | [ 99 ]  |
| Estados Unidos | 21 de septiembre de 2010 | CD y descarga digital | [ 100 ] |
| México         | 26 de octubre de 2010    | CD y descarga digital | [ 101 ] |

- Edición de lujo

| País          | Fecha                    | Formato               | Ref.    |
| ------------- | ------------------------ | --------------------- | ------- |
| Alemania      | 17 de septiembre de 2010 | CD y descarga digital | [ 102 ] |
| Australia     | 17 de septiembre de 2010 | CD y descarga digital | [ 103 ] |
| España        | 17 de septiembre de 2010 | CD y descarga digital | [ 104 ] |
| Francia       | 17 de septiembre de 2010 | CD y descarga digital | [ 105 ] |
| Irlanda       | 17 de septiembre de 2010 | CD y descarga digital | [ 106 ] |
| Italia        | 17 de septiembre de 2010 | CD y descarga digital | [ 107 ] |
| Nueva Zelanda | 17 de septiembre de 2010 | CD y descarga digital | [ 108 ] |
| Portugal      | 17 de septiembre de 2010 | CD y descarga digital | [ 109 ] |
| Reino Unido   | 17 de septiembre de 2010 | CD y descarga digital | [ 110 ] |
| Suecia        | 17 de septiembre de 2010 | CD y descarga digital | [ 111 ] |
| Canadá        | 21 de septiembre de 2010 | CD y descarga digital | [ 112 ] |
| Japón         | 26 de enero de 2011      | CD y descarga digital | [ 113 ] |
| Argentina     | 24 de febrero de 2012    | CD+DVD                | [ 114 ] |
| Bélgica       | 24 de febrero de 2012    | CD+DVD                | [ 115 ] |
| Dinamarca     | 24 de febrero de 2012    | CD+DVD                | [ 116 ] |
| Finlandia     | 24 de febrero de 2012    | CD+DVD                | [ 117 ] |
| Italia        | 24 de febrero de 2012    | CD+DVD                | [ 118 ] |
| Noruega       | 24 de febrero de 2012    | CD+DVD                | [ 119 ] |
| Países Bajos  | 24 de febrero de 2012    | CD+DVD                | [ 120 ] |
| México        | 3 de abril de 2012       | CD y descarga digital | [ 121 ] |

## Créditos y personal
| - Adam Anders - compositor, ingeniero, edición digital, productor, arreglista vocal - Adam Comstock - ingeniero - Andrew Bolooki - compositor, productor - Andrew Fromm - compositor - Amber Gray - fotografía - BG5 - vocales de fondo - Brooke Adams - vocales de fondo - Chelsea Davis - vocales de fondo - Cindy Warden - A&R - Daniel Heløy Davidsen - guitarra - David Snow - director creativo - Devrim "DK" Karaoglu - compositor - Deyder Cintron - edición digital - Eric Bellinger - compositor, rap - Fefe Dobson - compositora - Isaac Hasson - bajo, guitarra, teclado, cuerdas - Jacob Kasher Hindlin - compositor - Jeff Halatrax - productor - Jeff Halavacs - compositor - Jeri Heiden - dirección artística - John Hanes - ingeniero - Jonas Jeberg - productor, compositor - Kara Britz - vocales de fondo - Kay N' Dustry - programación - Katy Perry - compositora - Kevin Rudolf - compositor, productor - Lindy Robbins - compositor - Lucas Banker - compositor | - Matt Squire - compositor, instrumentación, productor - Matt Bronleewe - compositor - Meghan Kabir - compositora - Mher Filian - tambores - Miranda Penn Turin - fotografía - Nick Steinhardt - director de arte, diseño - Nicky Chinn - compositora - Nigel Lundemo - edición digital - Nikki Hassman compositora, arreglos vocales de fondo - Paul Palmer - mezcla - Peer Astrom - compositor, mezclador, productor, programación - Printz Board - compositor - Rasmus Seebach - compositor - RedOne - compositor, productor - Robert Vosgien - masterizador - Rock Mafia - edición digital, productor, mezclador - Selena Gomez - voz - Serban Ghenea - mezcla - Shelly Peiken - compositor - Steve Hammons - ingeniero - Superspy - ingeniero, productor - Tom Pierce - guitarra - Tom Roberts - ingeniero, asistente de ingeniero - Tim James - compositor - Toby Gad - arreglista, compositor, ingeniero, instrumentación, productor de mezclas - Travis Huff - ingeniero - Victoria Horn - compositora - Windy Wagner - vocales de fondo |

Fuente: Allmusic.